# 1962-es labdarúgó-világbajnokság (egyenes kieséses szakasz)
Az 1962-es labdarúgó-világbajnokság egyenes kieséses szakasza június 10-én kezdődött, és június 17-én ért véget a santiagói Estadio Nacionalban rendezett döntővel. Az egyenes kieséses szakaszban nyolc csapat vett részt, a csoportok összes első két helyezettje. Az egyenes kieséses szakasz 8 mérkőzésből állt: 4 negyeddöntőt, 2 elődöntőt és 2 helyosztó mérkőzést rendeztek.
Az egyes mérkőzések győztesei továbbjutottak a következő körbe. A vesztes csapatok kiestek a világbajnokságról, kivéve az elődöntő vesztes csapatait, amelyek a bronzéremért mérkőzhettek.
Ha a mérkőzéseken a rendes játékidő végén döntetlen volt az eredmény, akkor 2×15 perces hosszabbítás volt. Ha ezután is döntetlen volt az eredmény, akkor a mérkőzést újra kellett volna játszani, ilyenre azonban nem került sor.

## Résztvevők
| Csoport | Első helyen továbbjutott | Második helyen továbbjutott |
| ------- | ------------------------ | --------------------------- |
| 1.      | Szovjetunió              | Jugoszlávia                 |
| 2.      | NSZK                     | Chile                       |
| 3.      | Brazília                 | Csehszlovákia               |
| 4.      | Magyarország             | Anglia                      |

## Ágrajz
|  |                           |               |                           |                       |   |             |                       |                       |                       |                       |               |       |       |
|  | Negyeddöntők              | Negyeddöntők  | Negyeddöntők              |                       |   | Elődöntők   | Elődöntők             | Elődöntők             |                       |                       | Döntő         | Döntő | Döntő |
|  | Negyeddöntők              | Negyeddöntők  | Negyeddöntők              |                       |   | Elődöntők   | Elődöntők             | Elődöntők             |                       |                       | Döntő         | Döntő | Döntő |
|  | június 10. – Arica        |               |                           |                       |   |             |                       |                       |                       |                       |               |       |       |
|  |                           |               |                           |                       |   |             |                       |                       |                       |                       |               |       |       |
|  | A1                        | Szovjetunió   | 1                         |                       |   |             |                       |                       |                       |                       |               |       |       |
|  | A1                        | Szovjetunió   | 1                         | június 13. – Santiago |   |             |                       |                       |                       |                       |               |       |       |
|  | B2                        | Chile         | 2                         |                       |   |             |                       |                       |                       |                       |               |       |       |
|  | B2                        | Chile         | 2                         |                       |   | Chile       | Chile                 | 2                     |                       |                       |               |       |       |
|  | június 10. – Viña del Mar |               |                           |                       |   | Chile       | Chile                 | 2                     |                       |                       |               |       |       |
|  |                           |               | Brazília                  | Brazília              | 4 |             |                       |                       |                       |                       |               |       |       |
|  | C1                        | Brazília      | Brazília                  | Brazília              | 4 | 3           |                       |                       |                       |                       |               |       |       |
|  | C1                        | Brazília      |                           |                       |   | 3           | június 17. – Santiago |                       |                       |                       |               |       |       |
|  | D2                        | Anglia        | 1                         |                       |   |             |                       |                       |                       |                       |               |       |       |
|  | D2                        | Anglia        | 1                         |                       |   | Brazília    | Brazília              | 3                     |                       |                       |               |       |       |
|  | június 10. – Santiago     |               |                           |                       |   | Brazília    | Brazília              | 3                     |                       |                       |               |       |       |
|  |                           |               | Csehszlovákia             | Csehszlovákia         | 1 |             |                       |                       |                       |                       |               |       |       |
|  | B1                        | NSZK          | Csehszlovákia             | Csehszlovákia         | 1 | 0           |                       |                       |                       |                       |               |       |       |
|  | B1                        | NSZK          | június 13. – Viña del Mar |                       |   | 0           |                       |                       |                       |                       |               |       |       |
|  | A2                        | Jugoszlávia   | 1                         |                       |   |             |                       |                       |                       |                       |               |       |       |
|  | A2                        | Jugoszlávia   | 1                         |                       |   | Jugoszlávia | Jugoszlávia           | 1                     | Bronzmérkőzés         | Bronzmérkőzés         | Bronzmérkőzés |       |       |
|  | június 10. – Rancagua     |               |                           |                       |   | Jugoszlávia | Jugoszlávia           | 1                     | Bronzmérkőzés         | Bronzmérkőzés         | Bronzmérkőzés |       |       |
|  |                           |               | Csehszlovákia             | Csehszlovákia         | 3 |             |                       | június 16. – Santiago | június 16. – Santiago | június 16. – Santiago |               |       |       |
|  | D1                        | Magyarország  | Csehszlovákia             | Csehszlovákia         | 3 | 0           |                       | június 16. – Santiago | június 16. – Santiago | június 16. – Santiago |               |       |       |
|  | D1                        | Magyarország  |                           |                       |   |             |                       | Chile                 | Chile                 | 1                     |               |       |       |
|  | C2                        | Csehszlovákia | 1                         |                       |   |             |                       | Chile                 | Chile                 | 1                     |               |       |       |
|  | C2                        | Csehszlovákia | 1                         |                       |   | Jugoszlávia | Jugoszlávia           | 0                     |                       |                       |               |       |       |
|  |                           |               |                           |                       |   | Jugoszlávia | Jugoszlávia           | 0                     |                       |                       |               |       |       |

## Negyeddöntők

### Chile – Szovjetunió
| 1962. június 10. 14:30 |

| Chile                 | 2 – 1               | Szovjetunió    |
| --------------------- | ------------------- | -------------- |
| Sánchez 11' Rojas 29' | (2 – 1) Jegyzőkönyv | Csiszlenko 26' |

| Estadio Carlos Dittborn, Arica Nézőszám: 17,268 Játékvezető: Leo Horn (holland) Asszisztensek: João Etzel Filho (brazil), Karol Galba (csehszlovák) |

| Chile | Szovjetunió |

| GK                   | 1  | Misael Escuti    |
| RB                   | 2  | Luis Eyzaguirre  |
| CB                   | 5  | Carlos Contreras |
| CB                   | 3  | Raúl Sánchez     |
| LB                   | 4  | Sergio Navarro   |
| RH                   | 8  | Jorge Toro       |
| LH                   | 6  | Eladio Rojas     |
| OR                   | 7  | Jaime Ramírez    |
| IR                   | 9  | Honorino Landa   |
| IL                   | 21 | Armando Tobar    |
| OL                   | 11 | Leonel Sánchez   |
| Szövetségi kapitány: |    |                  |
| Fernando Riera       |    |                  |

| GK                   | 1  | Lev Jasin            |
| RB                   | 5  | Givi Csoheli         |
| CB                   | 7  | Anatolij Maszljonkin |
| LB                   | 6  | Leonīds Ostrovskis   |
| RH                   | 12 | Valerij Voronyin     |
| LH                   | 10 | Igor Nyetto          |
| OR                   | 22 | Igor Csiszlenko      |
| IR                   | 14 | Valentyin Ivanov     |
| CF                   | 19 | Viktor Ponyegyelnyik |
| IL                   | 16 | Alekszej Mamikin     |
| OL                   | 17 | Mihail Meszhi        |
| Szövetségi kapitány: |    |                      |
| Gavriil Kacsalin     |    |                      |

### Csehszlovákia – Magyarország
| 1962. június 10. 14:30 |

| Csehszlovákia | 1 – 0               | Magyarország |
| ------------- | ------------------- | ------------ |
| Scherer 13'   | (1 – 0) Jegyzőkönyv |              |

| Estadio El Teniente, Rancagua Nézőszám: 11,690 Játékvezető: Nyikolaj Gavrilovics Latisev (szovjet) Asszisztensek: Felipe Buergo (mexikói), Dimitar Rumencsev (bolgár) |

| Csehszlovákia | Magyarország |

| GK                   | 1  | Viliam Schrojf    |
| RB                   | 2  | Jan Lála          |
| CB                   | 5  | Svatopluk Pluskal |
| CB                   | 3  | Ján Popluhár      |
| LB                   | 4  | Ladislav Novák    |
| RH                   | 19 | Andrej Kvašňák    |
| LH                   | 6  | Josef Masopust    |
| OR                   | 17 | Tomáš Pospíchal   |
| IR                   | 8  | Adolf Scherer     |
| IL                   | 18 | Josef Kadraba     |
| OL                   | 11 | Josef Jelínek     |
| Szövetségi kapitány: |    |                   |
| Rudolf Vytlačil      |    |                   |

| GK                   | 1  | Grosics Gyula  |
| RB                   | 2  | Mátrai Sándor  |
| CB                   | 3  | Mészöly Kálmán |
| LB                   | 4  | Sárosi László  |
| RH                   | 5  | Solymosi Ernő  |
| LH                   | 6  | Sipos Ferenc   |
| OR                   | 7  | Sándor Károly  |
| IR                   | 17 | Rákosi Gyula   |
| CF                   | 9  | Albert Flórián |
| IL                   | 10 | Tichy Lajos    |
| OL                   | 11 | Fenyvesi Máté  |
| Szövetségi kapitány: |    |                |
| Baróti Lajos         |    |                |

### Brazília – Csehszlovákia
| 1962. június 10. 14:30 |

| Brazília                   | 3 – 1               | Anglia       |
| -------------------------- | ------------------- | ------------ |
| Garrincha 31' 59' Vavá 53' | (1 – 1) Jegyzőkönyv | Hitchens 38' |

| Estadio Sausalito, Viña del Mar Nézőszám: 17,736 Játékvezető: Pierre Schwinte (francia) Asszisztensek: Gottfried Dienst (svájci), Sergio Bustamante (chilei) |

| Brazília | Anglia |

| GK                   | 1  | Gilmar        |
| RB                   | 2  | Djalma Santos |
| CB                   | 3  | Mauro Ramos   |
| CB                   | 5  | Zózimo        |
| LB                   | 6  | Nílton Santos |
| RH                   | 4  | Zito          |
| LH                   | 8  | Didi          |
| OR                   | 7  | Garrincha     |
| CF                   | 19 | Vavá          |
| CF                   | 20 | Amarildo      |
| OL                   | 21 | Mário Zagallo |
| Szövetségi kapitány: |    |               |
| Aymoré Moreira       |    |               |

| GK                   | 1  | Ron Springett  |
| RB                   | 2  | Jimmy Armfield |
| LB                   | 3  | Ray Wilson     |
| RH                   | 16 | Bobby Moore    |
| CH                   | 15 | Maurice Norman |
| LH                   | 6  | Ron Flowers    |
| OR                   | 17 | Bryan Douglas  |
| IR                   | 8  | Jimmy Greaves  |
| CF                   | 9  | Gerry Hitchens |
| IL                   | 10 | Johnny Haynes  |
| OL                   | 11 | Bobby Charlton |
| Szövetségi kapitány: |    |                |
| Walter Winterbottom  |    |                |

### Jugoszlávia – NSZK
| 1962. június 10. 14:30 |

| Jugoszlávia   | 1 – 0               | NSZK |
| ------------- | ------------------- | ---- |
| Radaković 85' | (0 – 0) Jegyzőkönyv |      |

| Estadio Nacional, Santiago Nézőszám: 63,324 Játékvezető: Arturo Yamasaki (perui) Asszisztensek: Luis Antonio Ventre (argentin), Luis Silva (chilei) |

| Jugoszlávia | NSZK |

| GK                                    | 1  | Milutin Šoškić      |
| RB                                    | 2  | Vladimir Durković   |
| CB                                    | 5  | Vlatko Marković     |
| LB                                    | 3  | Fahrudin Jusufi     |
| RH                                    | 4  | Petar Radaković     |
| LH                                    | 6  | Vladica Popović     |
| OR                                    | 18 | Vladica Kovačević   |
| IR                                    | 8  | Dragoslav Šekularac |
| CF                                    | 9  | Dražan Jerković     |
| IL                                    | 10 | Milan Galić         |
| OL                                    | 11 | Josip Skoblar       |
| Szövetségi kapitányok:                |    |                     |
| Ljubomir Lovrić & Prvoslav Mihajlović |    |                     |

| GK                   | 22 | Wolfgang Fahrian        |
| RB                   | 12 | Hans Nowak              |
| CB                   | 4  | Willi Schulz            |
| CB                   | 2  | Herbert Erhardt         |
| LB                   | 3  | Karl-Heinz Schnellinger |
| RH                   | 6  | Horst Szymaniak         |
| LH                   | 15 | Willi Giesemann         |
| OR                   | 10 | Albert Brülls           |
| CF                   | 8  | Helmut Haller           |
| CF                   | 9  | Uwe Seeler              |
| OL                   | 11 | Hans Schäfer            |
| Szövetségi kapitány: |    |                         |
| Sepp Herberger       |    |                         |

## Elődöntők

### Csehszlovákia – Jugoszlávia
| 1962. június 13. 14:30 |

| Csehszlovákia                          | 3 – 1               | Jugoszlávia  |
| -------------------------------------- | ------------------- | ------------ |
| Kadraba 48' Scherer 80' 84' (11-esből) | (0 – 0) Jegyzőkönyv | Jerković 69' |

| Estadio Sausalito, Viña del Mar Nézőszám: 5,890 Játékvezető: Gottfried Dienst (svájci) Asszisztensek: Erich Steiner (osztrák), Cesare Jonni (olasz) |

| Csehszlovákia | Jugoszlávia |

| GK                   | 1  | Viliam Schrojf    |
| RB                   | 2  | Jan Lála          |
| CB                   | 5  | Svatopluk Pluskal |
| CB                   | 3  | Ján Popluhár      |
| LB                   | 4  | Ladislav Novák    |
| RH                   | 19 | Andrej Kvašňák    |
| LH                   | 6  | Josef Masopust    |
| OR                   | 17 | Tomáš Pospíchal   |
| IR                   | 8  | Adolf Scherer     |
| IL                   | 18 | Josef Kadraba     |
| OL                   | 11 | Josef Jelínek     |
| Szövetségi kapitány: |    |                   |
| Rudolf Vytlačil      |    |                   |

| GK                                    | 1  | Milutin Šoškić      |
| RB                                    | 2  | Vladimir Durković   |
| CB                                    | 5  | Vlatko Marković     |
| LB                                    | 3  | Fahrudin Jusufi     |
| RH                                    | 4  | Petar Radaković     |
| LH                                    | 6  | Vladica Popović     |
| OR                                    | 14 | Vasilije Šijaković  |
| IR                                    | 8  | Dragoslav Šekularac |
| CF                                    | 9  | Dražan Jerković     |
| IL                                    | 10 | Milan Galić         |
| OL                                    | 11 | Josip Skoblar       |
| Co-managers:                          |    |                     |
| Ljubomir Lovrić & Prvoslav Mihajlović |    |                     |

### Brazília – Chile
| 1962. június 13. 14:30 |

| Brazília                          | 4 – 2               | Chile                                     |
| --------------------------------- | ------------------- | ----------------------------------------- |
| Garrincha 9' 32' 83′ Vavá 47' 78' | (2 – 1) Jegyzőkönyv | Toro 42' Sánchez 61' (11-esből) Landa 80′ |

| Estadio Nacional, Santiago Nézőszám: 76,500 Játékvezető: Arturo Yamasaki (perui) Asszisztensek: Esteban Marino (uruguayi), Luis Antonio Ventre (argentin) |

| Brazília | Chile |

| GK                   | 1  | Gilmar        |     |
| RB                   | 2  | Djalma Santos |     |
| CB                   | 3  | Mauro Ramos   |     |
| CB                   | 5  | Zózimo        |     |
| LB                   | 6  | Nílton Santos |     |
| RH                   | 4  | Zito          |     |
| LH                   | 8  | Didi          |     |
| OR                   | 7  | Garrincha     | 84′ |
| OL                   | 21 | Mário Zagallo |     |
| CF                   | 19 | Vavá          |     |
| CF                   | 20 | Amarildo      |     |
| Szövetségi kapitány: |    |               |     |
| Aymoré Moreira       |    |               |     |

| GK                   | 1  | Misael Escuti    |     |
| RB                   | 2  | Luis Eyzaguirre  |     |
| CB                   | 5  | Carlos Contreras |     |
| CB                   | 3  | Raúl Sánchez     |     |
| LB                   | 15 | Manuel Rodríguez |     |
| RH                   | 8  | Jorge Toro       |     |
| LH                   | 6  | Eladio Rojas     |     |
| OR                   | 7  | Jaime Ramírez    |     |
| IR                   | 9  | Honorino Landa   | 80′ |
| IL                   | 21 | Armando Tobar    |     |
| OL                   | 11 | Leonel Sánchez   |     |
| Szövetségi kapitány: |    |                  |     |
| Fernando Riera       |    |                  |     |

## Bronzmérkőzés
| 1962. június 16. 14:30 |

| Chile     | 1 – 0               | Jugoszlávia |
| --------- | ------------------- | ----------- |
| Rojas 90' | (0 – 0) Jegyzőkönyv |             |

| Estadio Nacional, Santiago Nézőszám: 67,000 Játékvezető: Juan Gardeazabal (spanyol) Asszisztensek: Albert Dusch (NSZK), Dorogi Andor (magyar) |

| Chile | Jugoszlávia |

| GK                   | 12 | Adán Godoy       |
| RB                   | 2  | Luis Eyzaguirre  |
| CB                   | 16 | Humberto Cruz    |
| CB                   | 3  | Raúl Sánchez     |
| LB                   | 15 | Manuel Rodríguez |
| RH                   | 8  | Jorge Toro       |
| LH                   | 6  | Eladio Rojas     |
| OR                   | 7  | Jaime Ramírez    |
| IR                   | 20 | Carlos Campos    |
| IL                   | 21 | Armando Tobar    |
| OL                   | 11 | Leonel Sánchez   |
| Szövetségi kapitány: |    |                  |
| Fernando Riera       |    |                  |

| GK                                    | 1  | Milutin Šoškić      |
| RB                                    | 2  | Vladimir Durković   |
| CB                                    | 5  | Vlatko Marković     |
| LB                                    | 13 | Slavko Svinjarević  |
| RH                                    | 4  | Petar Radaković     |
| LH                                    | 6  | Vladica Popović     |
| OR                                    | 18 | Vladica Kovačević   |
| IR                                    | 8  | Dragoslav Šekularac |
| CF                                    | 9  | Dražan Jerković     |
| IL                                    | 10 | Milan Galić         |
| OL                                    | 11 | Josip Skoblar       |
| Szövetségi kapitányok:                |    |                     |
| Ljubomir Lovrić & Prvoslav Mihajlović |    |                     |

## Döntő
| 1962. június 17. 14:30 |

| Brazília                       | 3 – 1               | Csehszlovákia |
| ------------------------------ | ------------------- | ------------- |
| Amarildo 17' Zito 69' Vavá 78' | (1 – 1) Jegyzőkönyv | Masopust 15'  |

| Estadio Nacional, Santiago Nézőszám: 68,679 Játékvezető: Nyikolaj Gavrilovics Latisev (szovjet) Asszisztensek: Leo Horn (holland), Robert Davidson (skót) |

| Brazília | Csehszlovákia |

|                      |    |               |  |
|                      |    |               |  |
| GK                   | 1  | Gilmar        |  |
| DF                   | 2  | Djalma Santos |  |
| DF                   | 3  | Mauro Ramos   |  |
| DF                   | 5  | Zózimo        |  |
| DF                   | 6  | Nílton Santos |  |
| MF                   | 4  | Zito          |  |
| MF                   | 8  | Didi          |  |
| FW                   | 7  | Garrincha     |  |
| FW                   | 19 | Vavá          |  |
| FW                   | 20 | Amarildo      |  |
| FW                   | 21 | Mário Zagallo |  |
| Szövetségi kapitány: |    |               |  |
| Aymoré Moreira       |    |               |  |

|                      |    |                   |  |
|                      |    |                   |  |
| GK                   | 1  | Viliam Schrojf    |  |
| DF                   | 12 | Jiří Tichý        |  |
| DF                   | 4  | Ladislav Novák    |  |
| DF                   | 5  | Svatopluk Pluskal |  |
| DF                   | 3  | Ján Popluhár      |  |
| MF                   | 6  | Josef Masopust    |  |
| MF                   | 17 | Tomáš Pospíchal   |  |
| FW                   | 8  | Adolf Scherer     |  |
| FW                   | 19 | Andrej Kvašňák    |  |
| FW                   | 18 | Josef Kadraba     |  |
| FW                   | 11 | Josef Jelínek     |  |
| Szövetségi kapitány: |    |                   |  |
| Rudolf Vytlačil      |    |                   |  |